# San-Juan-Kammratte
Die San-Juan-Kammratte (Ctenomys johannis) ist eine Art der Kammratten. Die Art kommt im Westen Argentiniens vor, wo sie nur in der Provinz San Juan nachgewiesen ist.

## Merkmale
Die San-Juan-Kammratte erreicht eine Kopf-Rumpf-Länge von 19,9 Zentimetern und eine Schwanzlänge von 9,7 Zentimetern; Angaben für das Gewicht liegen nicht vor. Die Hinterfußlänge beträgt 36 Millimeter. Dabei stammen alle Angaben vom Typus der Erstbeschreibung. Es handelt sich damit um eine mittelgroße Art der Gattung, die der Puntilla-Kammratte (Ctenomys coludo) in der Größe ähnlich ist. Die Rückenfärbung ist düstergrau und ähnelt der Farbe der Sierra-del-Tontal-Kammratte (Ctenomys tulduco), im Vergleich zur Puntilla-Kammratte ist das Fell weniger sandfarben. Der Nacken, der vordere Rücken und die Seiten des Gesichts sind grau. Die Bauchseite ist ebenfalls grau, die Haarspitzen des Bauchfells sind weiß bis leicht sandfarben. Der Schwanz ist kurz und ebenfalls grau.
Der Schädel entspricht dem der Puntilla-Kammratte und der Sierra-del-Tontal-Kammratte, im Vergleich zur letzteren ist er jedoch etwas größer. Die Weite der Jochbögen ist bei der Art weiter als die der Ohröffnungen.

## Verbreitung
Das Verbreitungsgebiet der San-Juan-Kammratte ist auf das westliche Argentinien begrenzt, wo sie als Endemit nur von ihrem Erstfundort in der Provinz San Juan nachgewiesen ist. Die Höhenverbreitung liegt bei etwa 600 Metern.

## Lebensweise
Über die Lebensweise der San-Juan-Kammratte liegen wie bei den meisten Arten der Kammratten nur sehr wenige Informationen vor. Sie lebt wie alle Kammratten weitgehend unterirdisch in Gangsystemen. Die Tiere ernähren sich vegetarisch von den verfügbaren Pflanzen, vor allem von Gräsern und Laub, und sind Einzelgänger (solitär). Der Typus wurde nach Angaben des Sammlers im Bereich der Gangöffnungen auf sandigem Boden unter Bäumen gefangen.

## Systematik
Die San-Juan-Kammratte wird als eigenständige Art innerhalb der Gattung der Kammratten (Ctenomys) eingeordnet, die aus etwa 70 Arten besteht. Die wissenschaftliche Erstbeschreibung der Art stammt von dem britischen Zoologen Oldfield Thomas aus dem Jahr 1921, der sie als Unterart der der Puntilla-Kammratte (Ctenomys coludo) anhand von Individuen aus Cañada Honda in der Provinz San Juan in Argentinien beschrieb. Teilweise wurde die Art mit anderen der Gelbbraunen Kammratte (Ctenomys fulvus) zugeschlagen.
Innerhalb der Art werden neben der Nominatform keine Unterarten unterschieden.

## Status, Bedrohung und Schutz
Die San-Juan-Kammratte wird von der International Union for Conservation of Nature and Natural Resources (IUCN) aufgrund fehlender Daten nicht in eine Gefährdungskategorie eingeordnet, sondern als „data deficient“ gelistet. Man geht davon aus, dass die Art aufgrund des sehr kleinen Verbreitungsgebietes bedroht ist, die Informationen über die Bestände und ihrer Situation sind jedoch sehr begrenzt.

## Belege
1. 1 2 3 4 5 6 7 8  San Juan Tuco-tuco. In: T.R.O. Freitas: Family Ctenomyidae In: Don E. Wilson, T.E. Lacher, Jr., Russell A. Mittermeier (Herausgeber): Handbook of the Mammals of the World: Lagomorphs and Rodents 1. (HMW, Band 6) Lynx Edicions, Barcelona 2016, S. 532. ISBN 978-84-941892-3-4.
2. 1 2 3  Ctenomys johannis in der Roten Liste gefährdeter Arten der IUCN 2019. Eingestellt von: C. J. Bidau, 2016. Abgerufen am 10. Mai 2020.
3. 1 2 3  Ctenomys johannis. In: Don E. Wilson, DeeAnn M. Reeder (Hrsg.): Mammal Species of the World. A taxonomic and geographic Reference. 2 Bände. 3. Auflage. Johns Hopkins University Press, Baltimore MD 2005, ISBN 0-8018-8221-4.